# 圣多明我圣殿 (博洛尼亚)

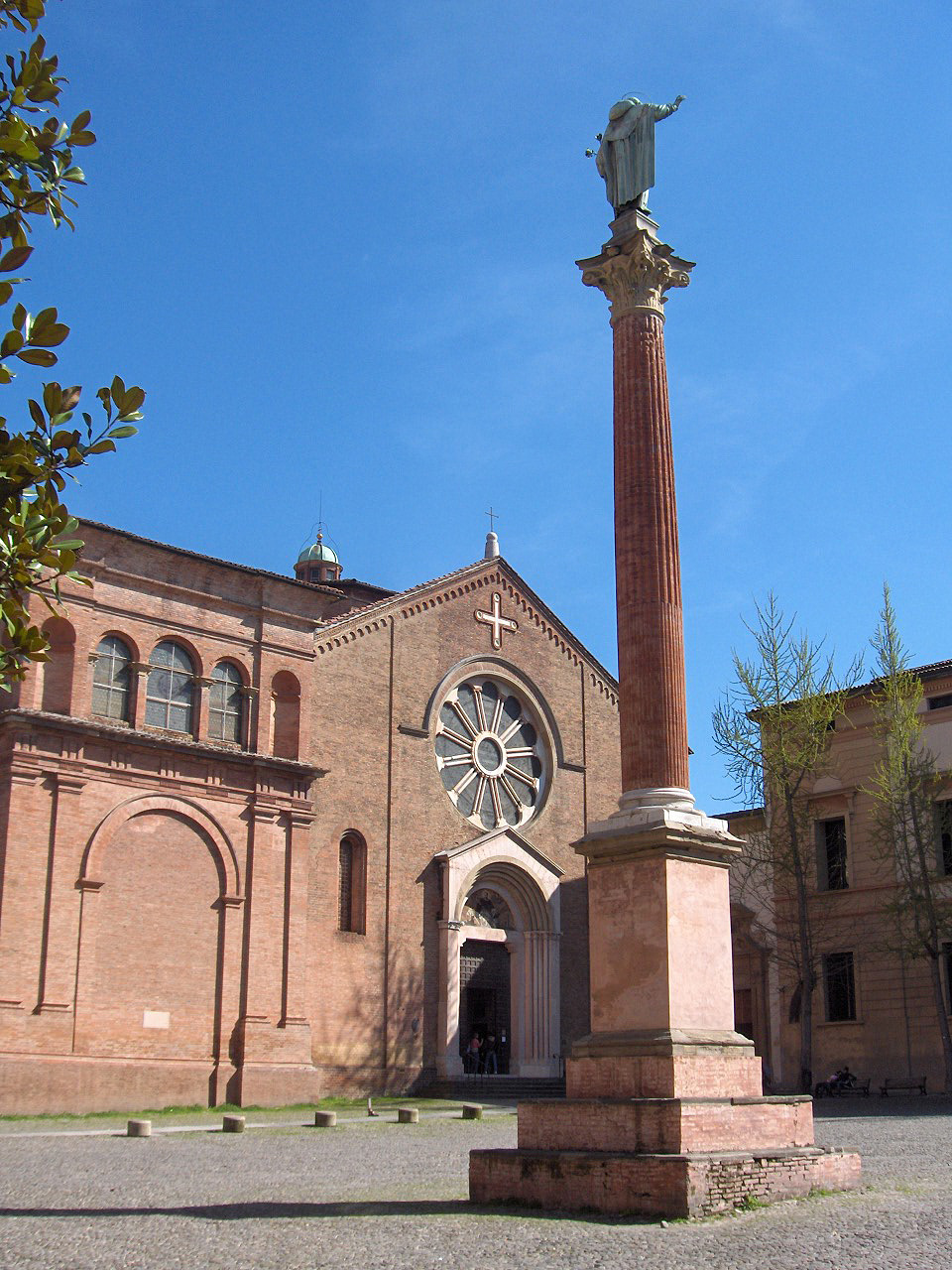
教堂前的圣多明我圆柱

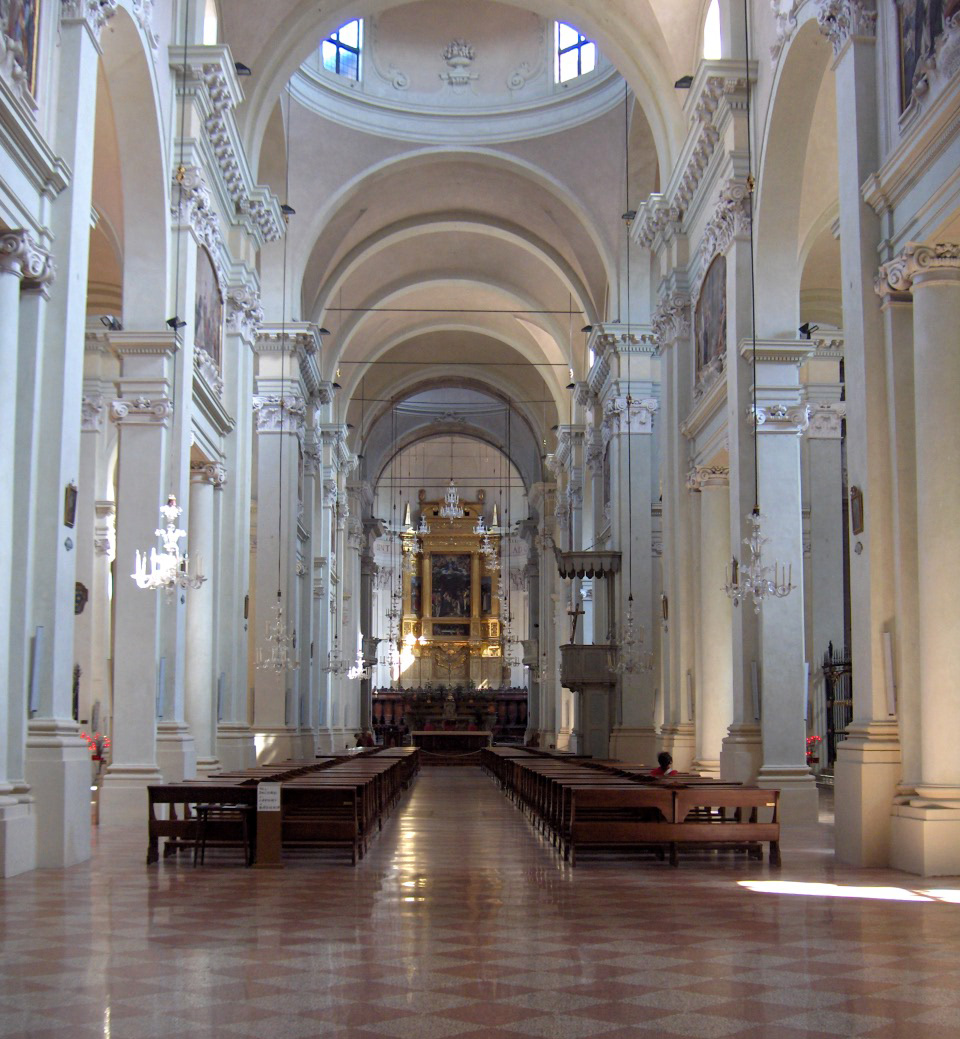
中殿

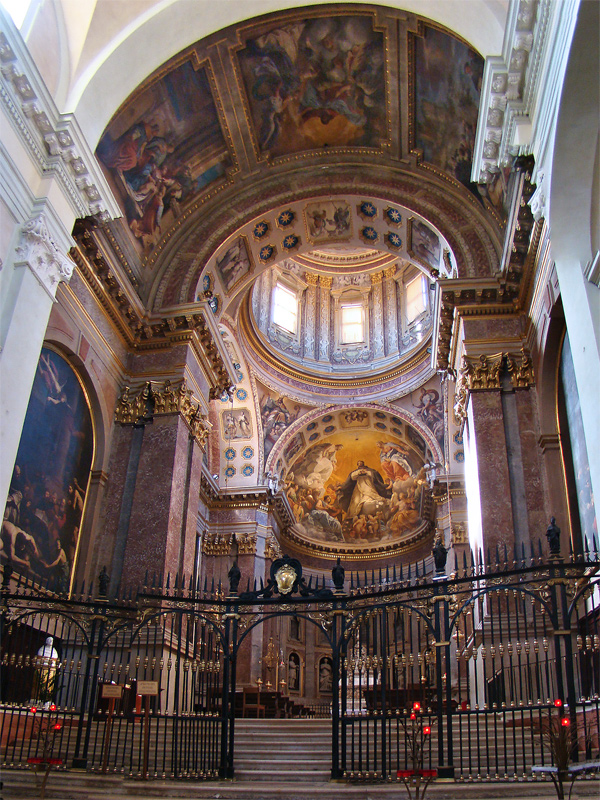
圣多明我小堂

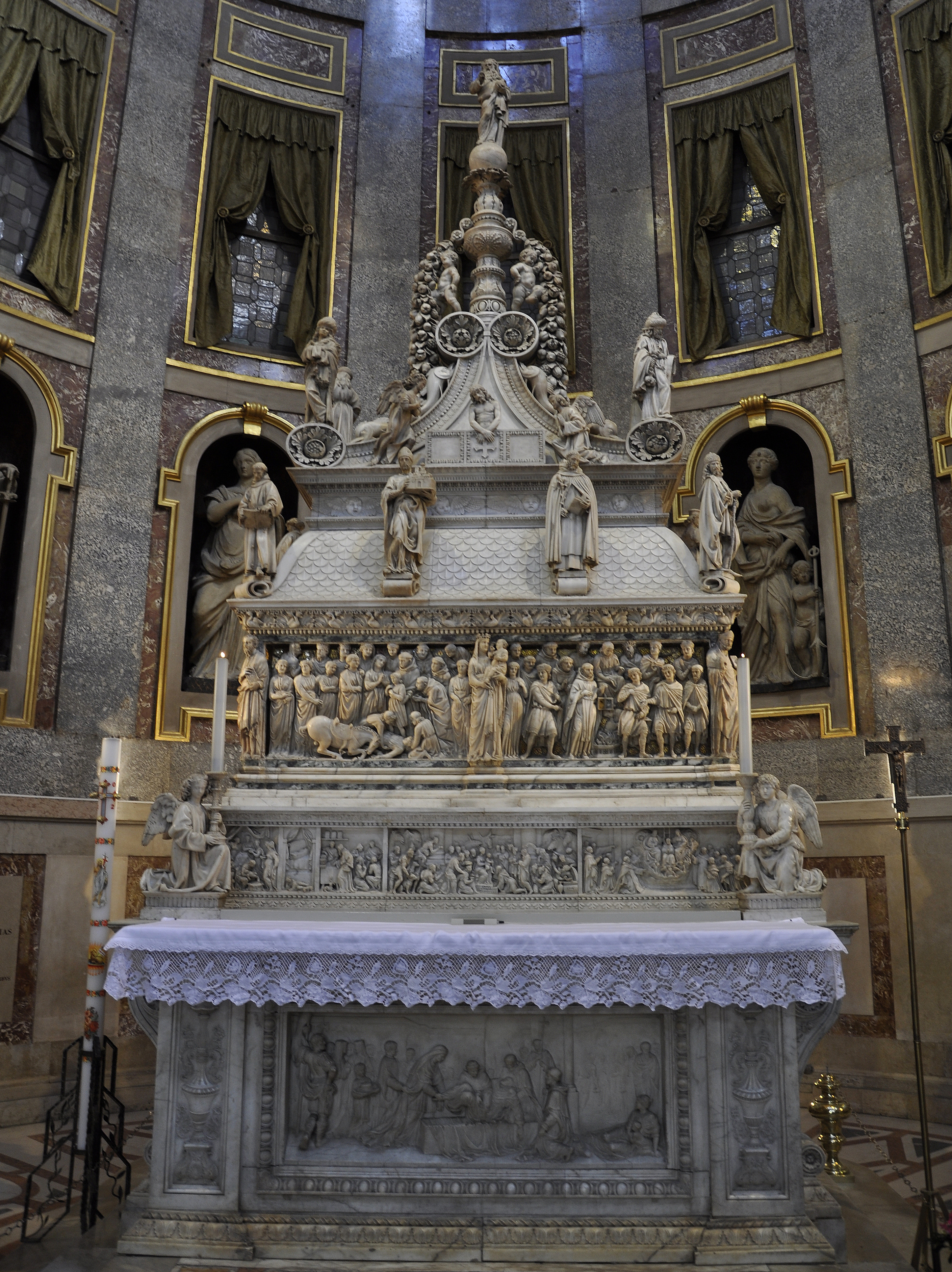
圣多明我墓

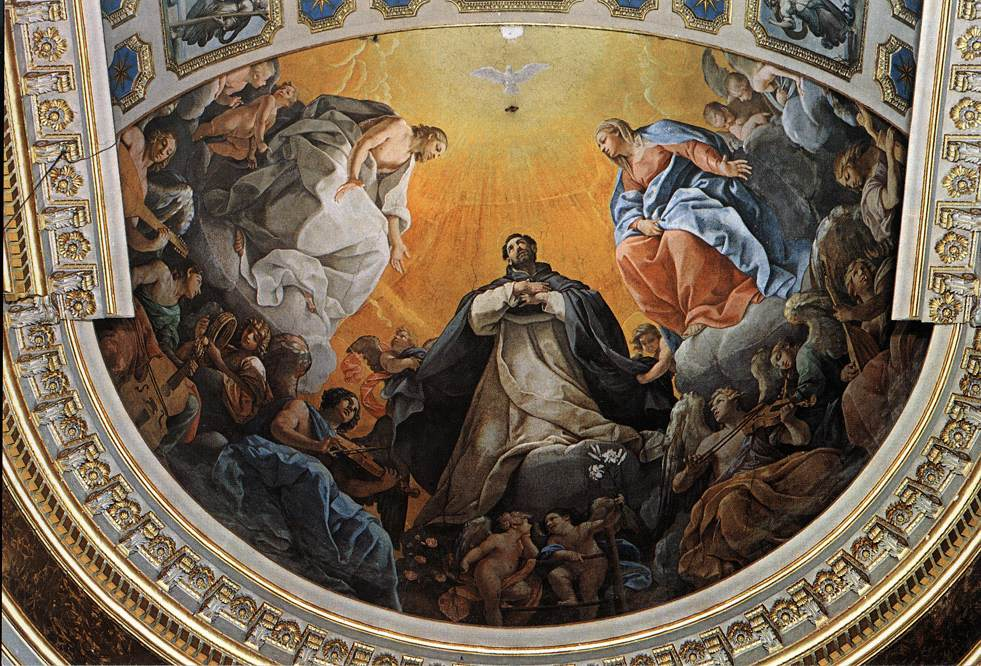
圭多·雷尼：《圣多明我的荣耀》，1613年，直径800厘米

圣多明我大殿（義大利語：Basilica di San Domenico）是意大利城市博洛尼亚的主要教堂之一，圣道明（道明会的创始人）的遗体就埋葬在精美的聖髑龕内，这是尼古拉·皮萨诺和米开朗琪罗等人的作品。
教堂前面是铺着鹅卵石的广场，可供信徒倾听布道。广场中间的砖砌圆柱上，是圣多明我的铜像，广场上还有一尊用大理石、砖和铜制成的玫瑰圣母圆柱，以庆祝黑死病疫情的结束。 
在中殿的左右两侧，各有9-10座小堂。其中最重要的是右侧的圣多明我小堂。这里有圣多明我墓，装饰有米开朗基罗的三尊雕塑，天使、圣保古吕和圣白托略。后堂圆顶上的湿壁画是圭多·雷尼的杰作《圣多明我的荣耀》，绘制于1613-1615年。

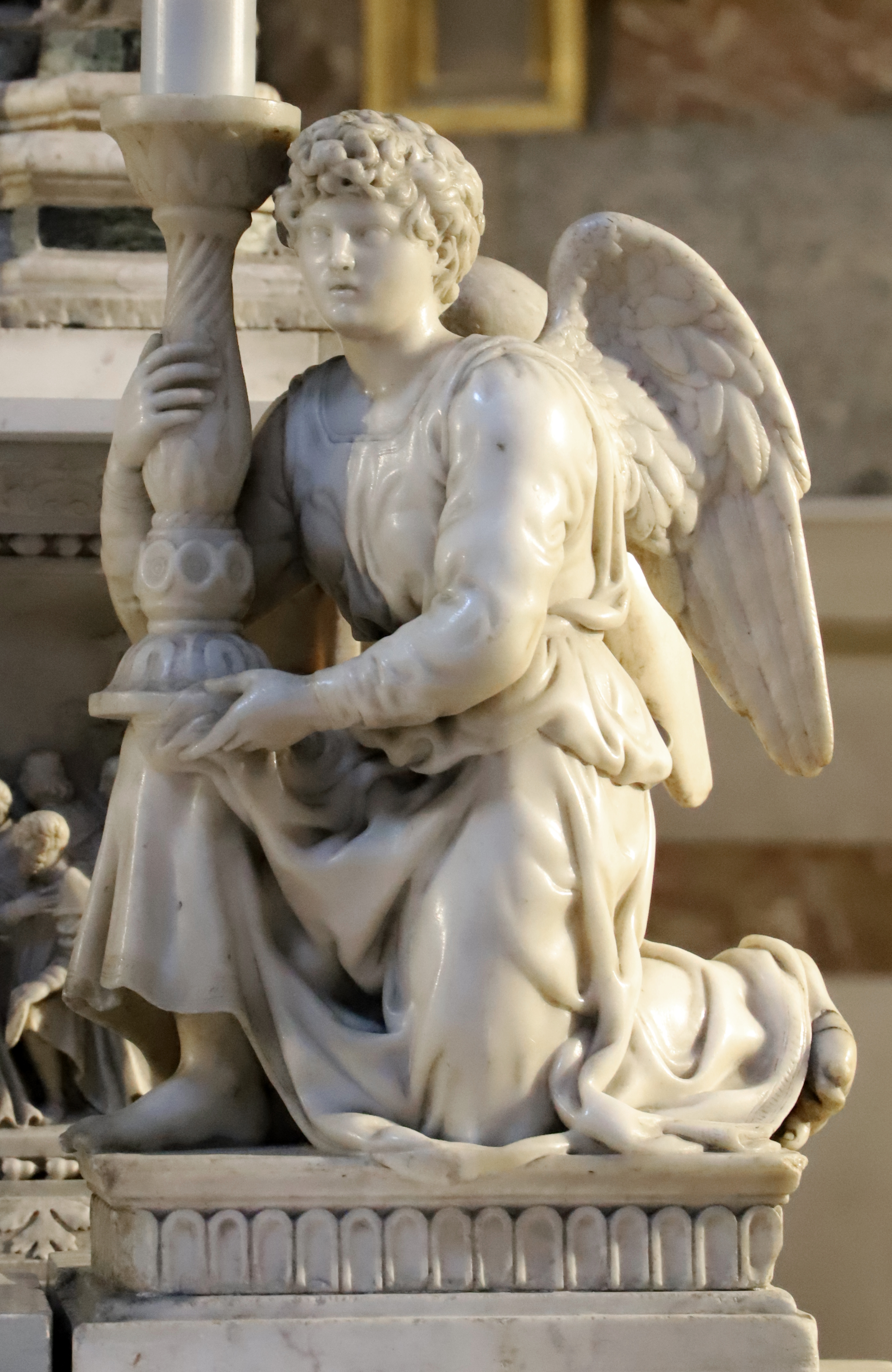
米开朗基罗：烛台天使
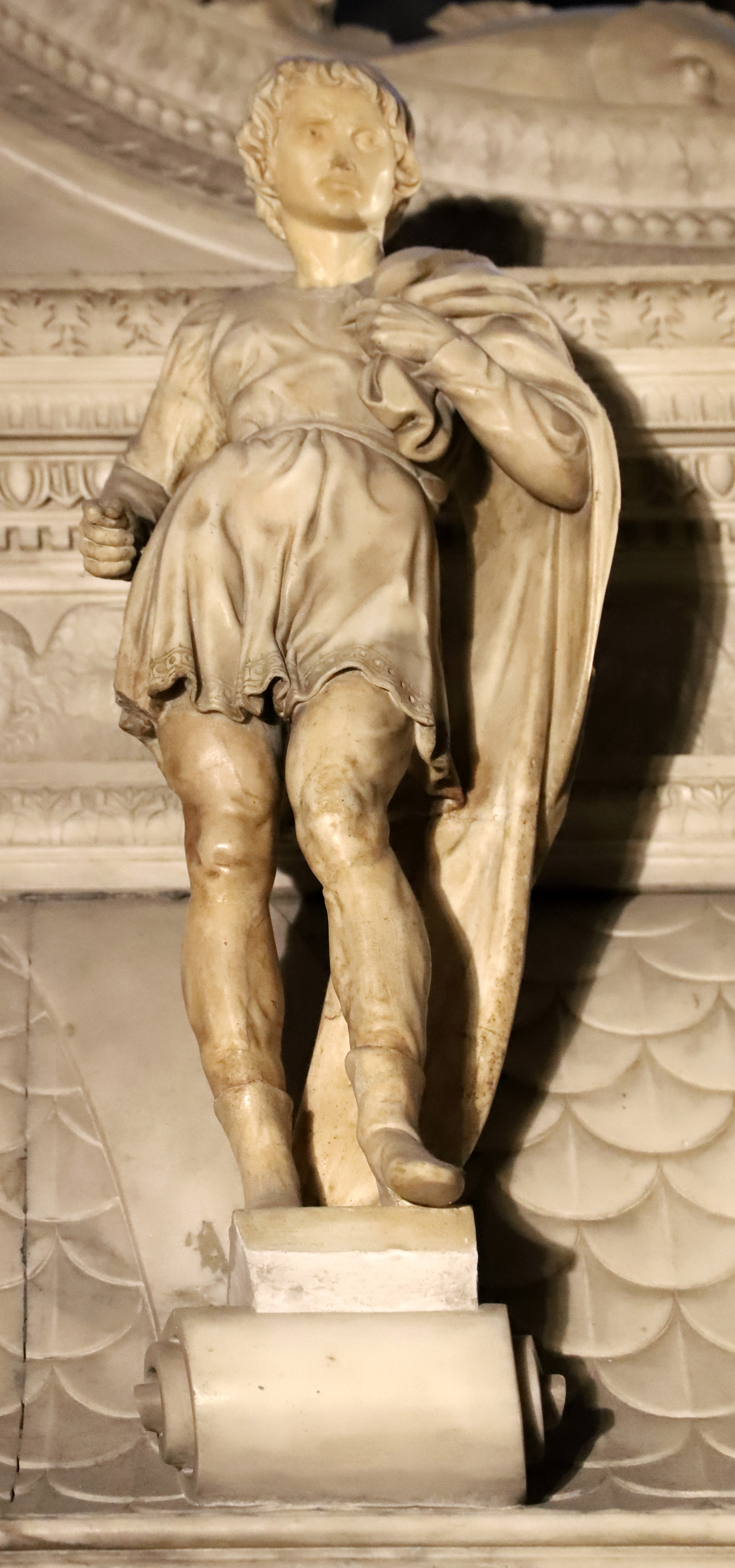
米开朗基罗：圣保古吕
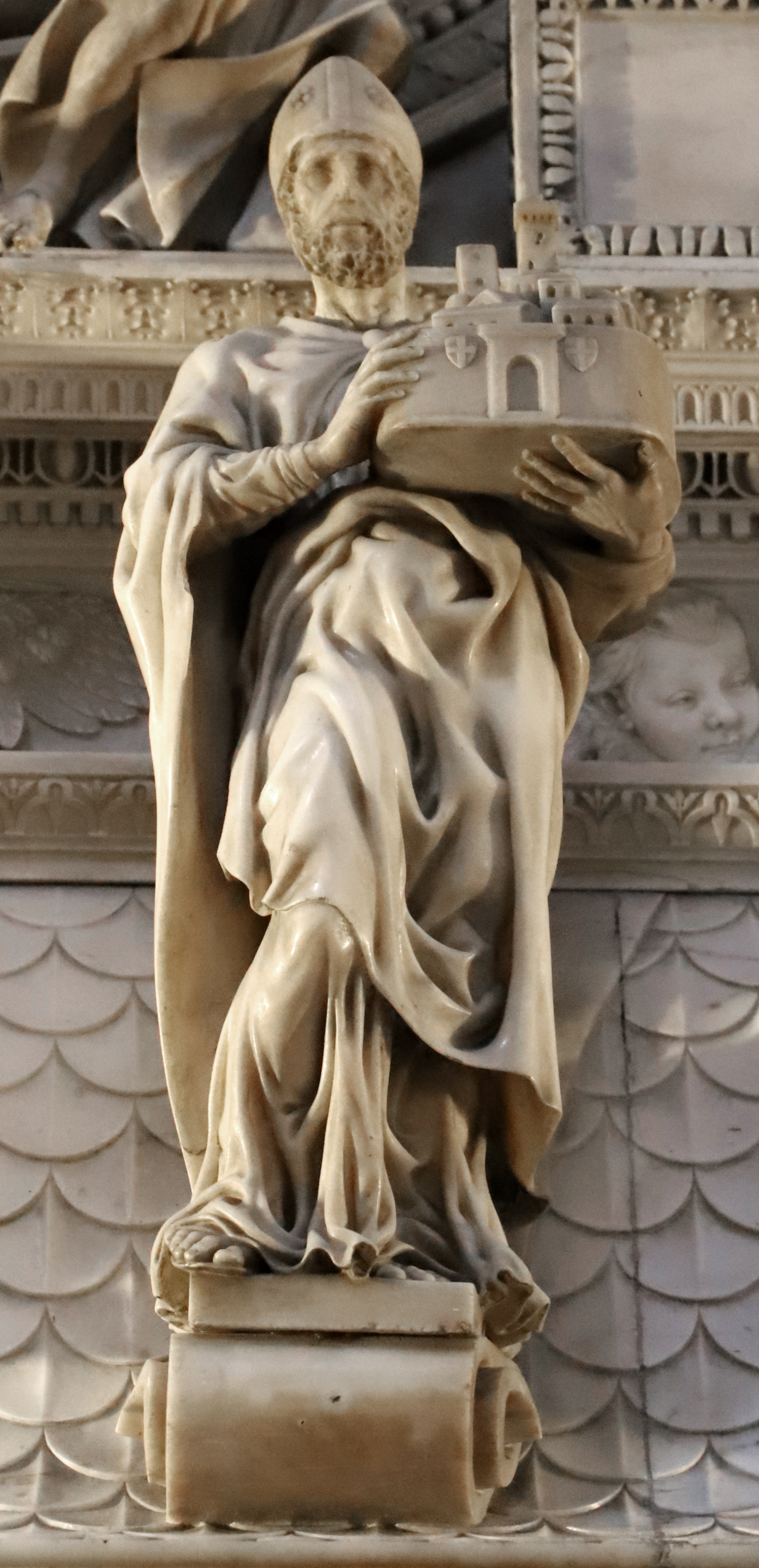
米开朗基罗：圣白托略